# Pancorius guiyang
Espèce
Pancorius guiyang est une espèce d'araignées aranéomorphes de la famille des Salticidae.

## Distribution
Cette espèce est endémique du Guizhou en Chine,. Elle se rencontre vers Guiyang.

## Description
Le mâle holotype mesure 7,87 mm et la femelle paratype 9,72 mm.

## Systématique et taxinomie
Cette espèce a été décrite par Yang, Gu et Yu en 2023.

## Étymologie
Son nom d'espèce lui a été donné en référence au lieu de sa découverte, Guiyang.

## Publication originale
- Yang, Zhou, Gu & Yu, 2023 : « Pancorius guiyang sp. nov., a new species of jumping spiders(Araneae, Salticidae) from Guizhou Province, China. » Biodiversity Data Journal, vol. 11, no e108159, p. 1-12 (texte intégral).